# Pilsbryspira melchersi
Pilsbryspira melchersi is een slakkensoort uit de familie van de Pseudomelatomidae. De wetenschappelijke naam van de soort is voor het eerst geldig gepubliceerd in 1852 door Menke.